# Communauté de communes Osartis
La communauté de communes Osartis est une ancienne communauté de communes française, située dans le département du Pas-de-Calais et la région Nord-Pas-de-Calais, arrondissement d'Arras. 
Elle fusionne le 1er janvier 2014 avec la  celle de Marquion pour former la communauté de communes Osartis Marquion.

## Historique
La communauté de communes a été créée par un arrêté préfectoral du 29 décembre 1999 qui a pris effet le 1er janvier 2000, sous le nom de communauté de communes Scarpe-Sensée
Le 29 décembre 1999, l'intercommunalité adopte la dénomination Osartis. 
Le  schéma départemental de coopération intercommunale approuvé par le préfet du Pas-de-Calais le 22 décembre 2011 a prévu la fusion « de la communauté de communes de Marquion (17 communes – 11 480 habitants) de la communauté de communes de l'Enclave (3 communes – 1 044 hab.) et de  la communauté de communes Osartis (33 communes – 31 086 hab) » dans le cadre des prescriptions de la réforme des collectivités territoriales françaises (2008-2012), afin d'achever la couverture intégrale du département par des intercommunalités à fiscalité propre, supprimer les enclaves et discontinuités territoriales et rationaliser les périmètres des intercommunalités. 
La communauté de communes de l'Enclave ayant néanmoins fusionné avec la communauté d'agglomération de Cambrai le 1er janvier 2013, la communauté de communes ne se regroupe qu'avec celle de Marquion pour former le 1er janvier 2014, la communauté de communes Osartis Marquion.

## Territoire communautaire

### Géographie
Ses deux villes principales étaient Brebières (4 878 hab.) et Vitry-en-Artois (4 606 hab.).

### Composition
Elle était composée en 2013 des 33 communes suivantes :
1. Arleux-en-Gohelle
2. Bellonne
3. Biache-Saint-Vaast
4. Boiry-Notre-Dame
5. Brebières
6. Cagnicourt
7. Corbehem
8. Dury
9. Étaing
10. Éterpigny
11. Fresnes-lès-Montauban
12. Fresnoy-en-Gohelle
13. Gouy-sous-Bellonne
14. Hamblain-les-Prés
15. Haucourt
16. Hendecourt-lès-Cagnicourt
17. Izel-lès-Équerchin
18. Neuvireuil
19. Noyelles-sous-Bellonne
20. Oppy
21. Pelves
22. Plouvain
23. Quiéry-la-Motte
24. Récourt
25. Rémy
26. Riencourt-lès-Cagnicourt
27. Rœux
28. Sailly-en-Ostrevent
29. Saudemont
30. Tortequesne
31. Villers-lès-Cagnicourt
32. Vis-en-Artois
33. Vitry-en-Artois

## Organisation

### Élus
La communauté de communes était administrée par un conseil communautaire constitué, en 2010, de 49 conseillers municipaux issus de chacune des communes membres, et répartis sensiblement en fonction de leur population.

### Liste des présidents
| Période | Période       | Identité       | Étiquette | Qualité |
| ------- | ------------- | -------------- | --------- | --- |
| 2000    | décembre 2013 | Pierre Georget |           | Maire de Vitry-en-Artois (1995 → ) Conseiller régional[Quand ?] Président de la CC Osartis Marquion (2014 → ) |

### Compétences
L'intercommunalité exerçait les compétences qui lui avaient été transférées par les communes membres, dans les conditions définies par le code général des collectivités territoriales. Il s'agissait notamment[réf. nécessaire] :
- Action sociale
- Aménagement de l'espace
- Culture, Sports & Tourisme
- Développement économique
- Environnement
- Gestion des déchets
- Voirie communautaire

### Régime fiscal et budget
La communauté de communes était un établissement public de coopération intercommunale à fiscalité propre.
Afin de financer l'exercice de ses compétences, l'intercommunalité percevait la fiscalité professionnelle unique (FPU) – qui a succédé à la taxe professionnelle unique (TPU) – et assure une péréquation de ressources entre les communes résidentielles et celles dotées de zones d'activité.

## Pour approfondir